# Mouliets-et-Villemartin
Mouliets-et-Villemartin ist eine französische Gemeinde mit 1.022 Einwohnern (Stand: 1. Januar 2022) im Département Gironde in der Region Nouvelle-Aquitaine (vor 2016 Aquitaine); sie gehört zum Arrondissement Libourne und zum Kanton Les Coteaux de Dordogne. Die Einwohner werden Moulietsois genannt.

## Geographie
Mouliets-et-Villemartin liegt etwa 48 Kilometer östlich von Bordeaux und 20 Kilometer ostsüdöstlich von Libourne an der Dordogne, die die Gemeinde im Norden begrenzt und hier die Grenze zum Département Dordogne markiert. Umgeben wird Mouliets-et-Villemartin von den Nachbargemeinden Castillon-la-Bataille im Nordwesten und Norden, Lamothe-Montravel im Norden und Nordosten, Flaujagues im Osten, Sainte-Radegonde im Südosten, Pujols im Süden, Saint-Pey-de-Castets im Südwesten und Westen sowie Saint-Magne-de-Castillon im Westen.

## Bevölkerungsentwicklung
| Jahr                       | 1962 | 1968 | 1975 | 1982 | 1990 | 1999 | 2009 | 2020 |
| Einwohner                  | 679  | 743  | 724  | 801  | 915  | 1009 | 1081 | 1031 |
| Quellen: Cassini und INSEE |      |      |      |      |      |      |      |      |

## Sehenswürdigkeiten
- Kirche Saint-Martin aus dem 11./12. Jahrhundert, seit 2001 Monument historique
- Kirche Saint-Ferdinand in Pique-Sègue
- Ruine der Kapelle von Villemartin

Siehe auch: Liste der Monuments historiques in Mouliets-et-Villemartin

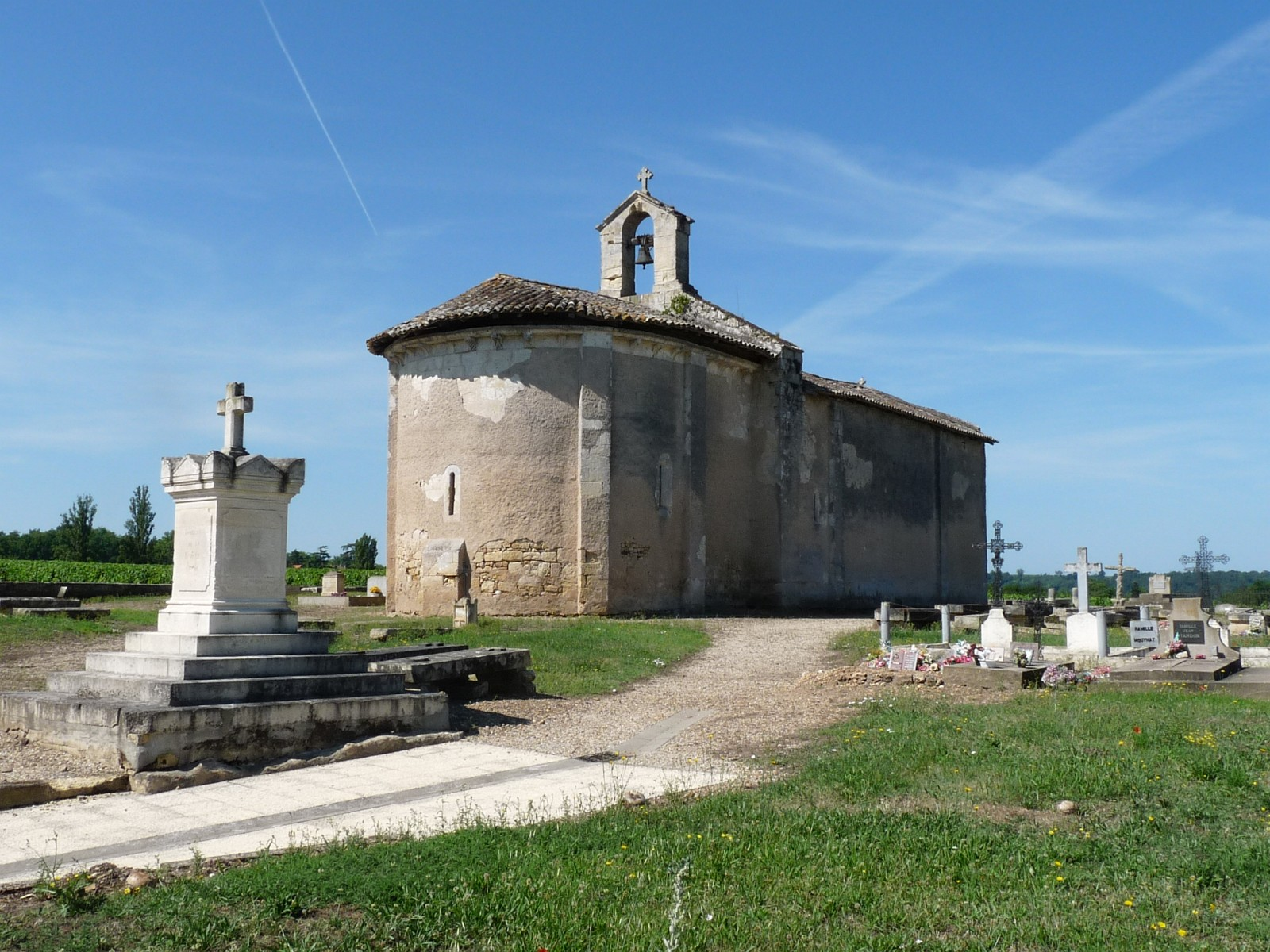
Kirche Saint-Martin
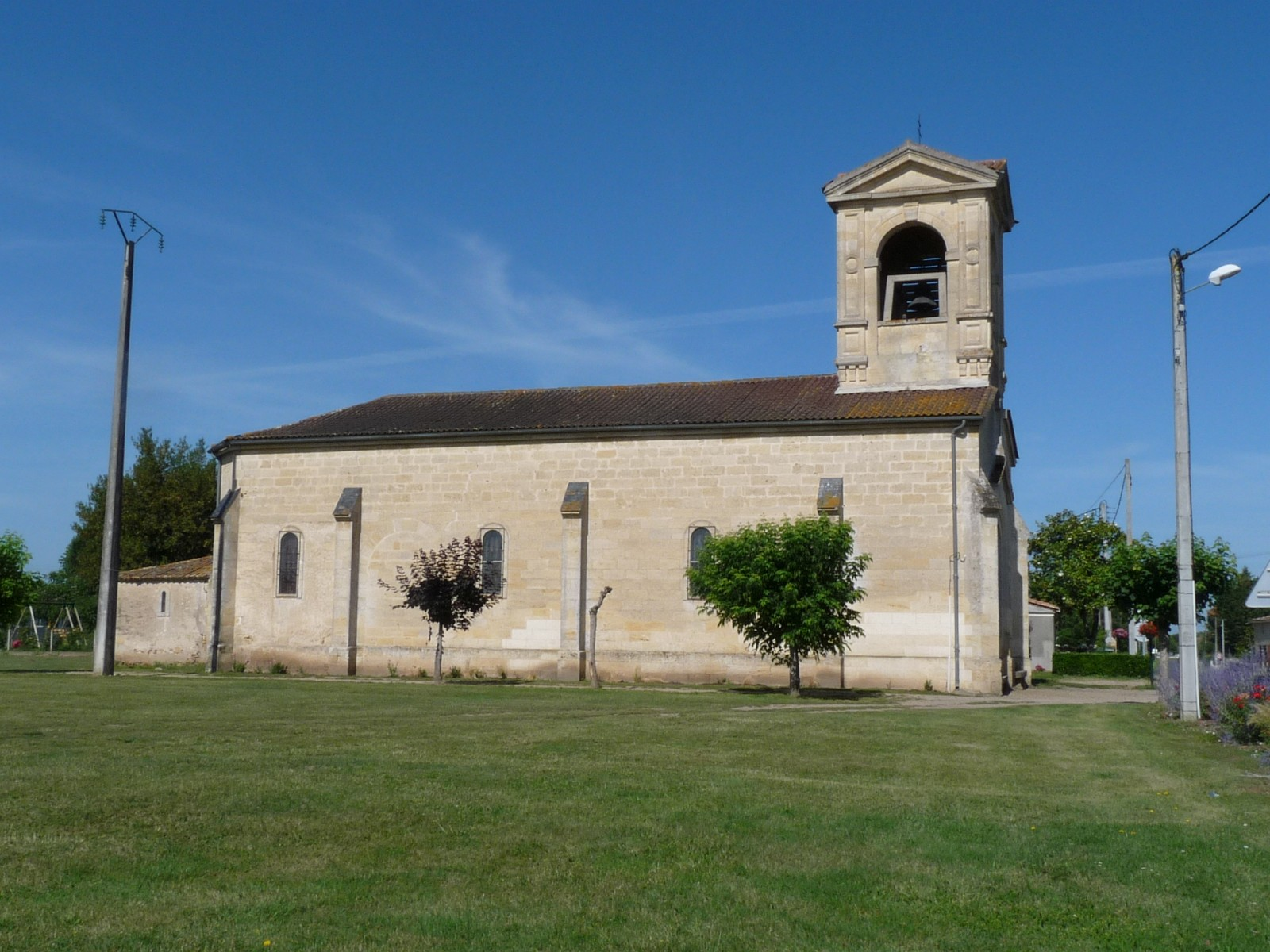
Kirche Saint-Ferdinand
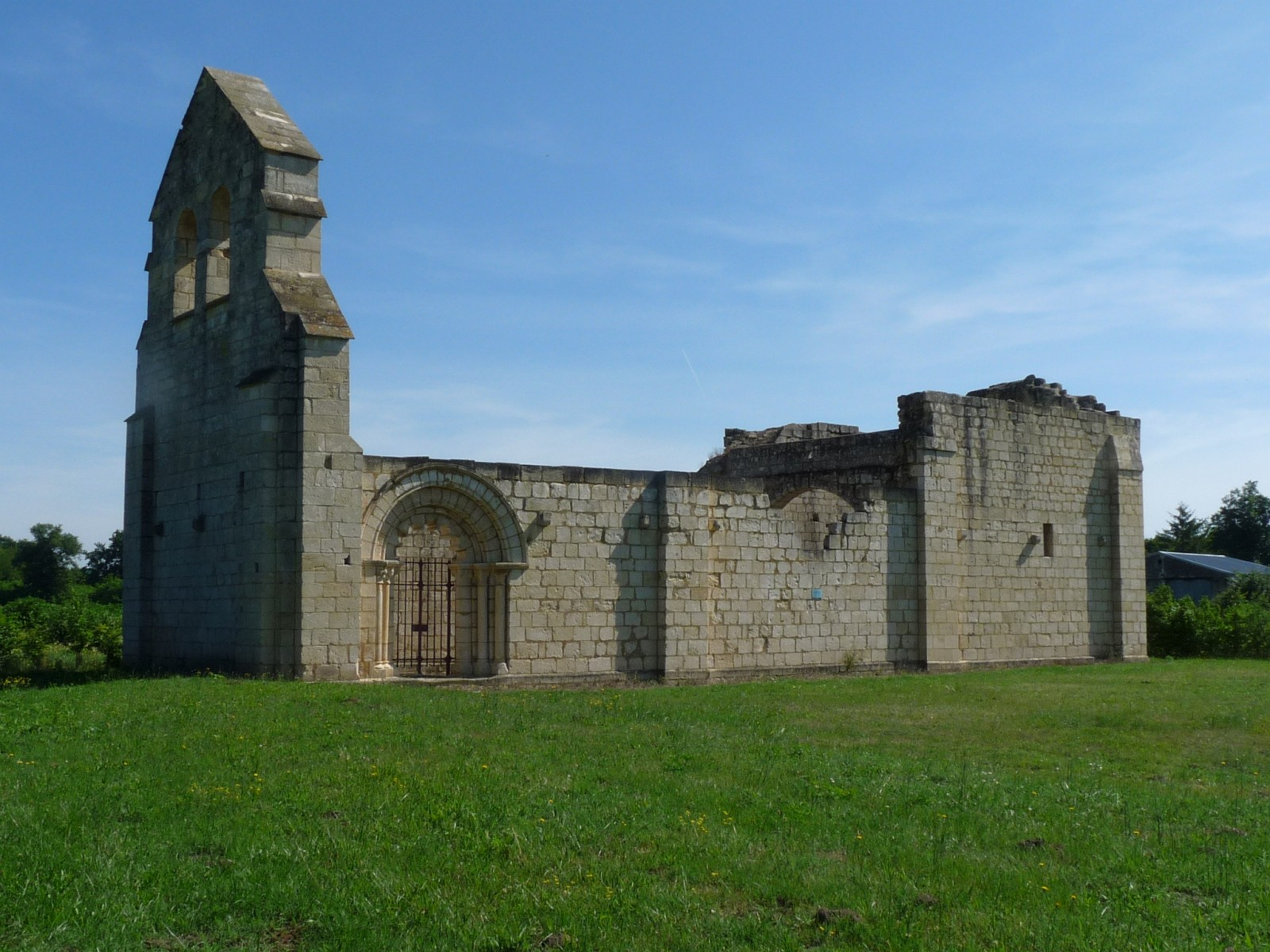
Kapelle von Villemartin
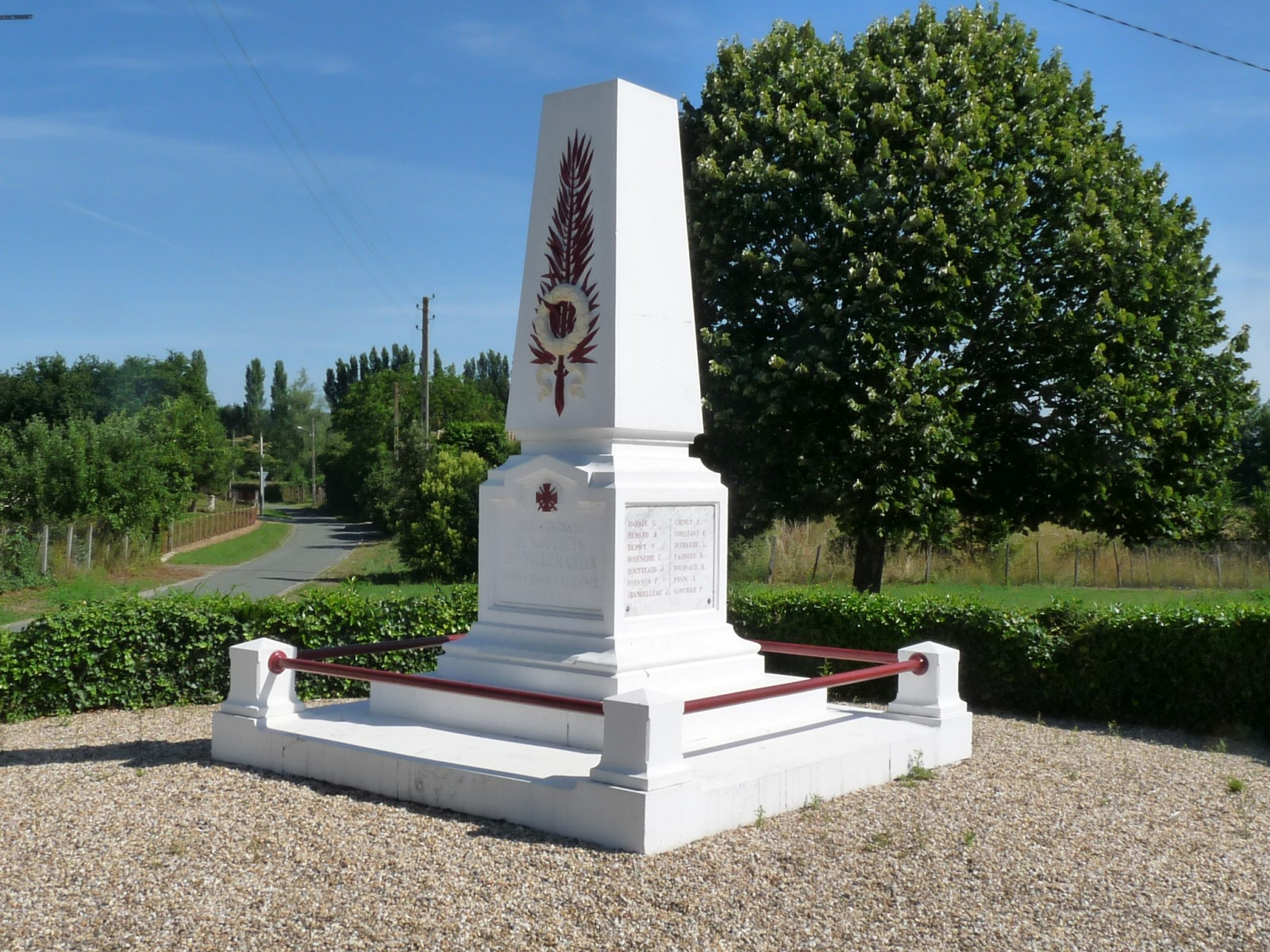
Gefallenendenkmal